# Joaquín Castro
Joaquín Castro (nacido el 16 de septiembre de 1974) es un político demócrata estadounidense que se ha desempeñado en la Cámara de Representantes de Estados Unidos por el distrito congresional 20 de Texas desde 2013. El distrito incluye poco más de la mitad de su nativo San Antonio, Texas, como así como algunos de sus suburbios cercanos. De 2003 a 2013, Castro fue miembro de la Cámara de Representantes de Texas para el Distrito 125. En la legislatura estatal de Texas, fue vicepresidente del Comité de Educación Superior y miembro de la comité de Judicatura y Jurisprudencia Civil. También se desempeñó anteriormente en otros comités, tales como Asuntos del Condado, Asuntos Fronterizos e Internacionales y Justicia Juvenil y Asuntos Familiares.
Su hermano gemelo idéntico, Julián Castro, fue el Alcalde de San Antonio de 2009 a 2014 y Secretario de Vivienda y Desarrollo Urbano del Presidente Barack Obama de 2014 a 2017.
Castro asistió la Escuela Preparatoria Thomas Jefferson, la Universidad Stanford, y la Escuela de Derecho Harvard.